# Gadhali
Gadhali fou un petit estat tributari protegit al prant de Gohelwar de la divisió de Kathiawar a la presidència de Bombai. Està format per tres pobles ambs tres tributaris separats. Està situat a uns 12 km a l'oest d'Ujalwar, estació ferroviària.
La població el 1881 era de 1.223 habitants, tenint uns ingressos estimats de 900 lliures i pagant un tribut de 169 lliures al Gaikwar de Baroda i 30 lliures al nawab de Junagarh.